# Kawa wyżynna

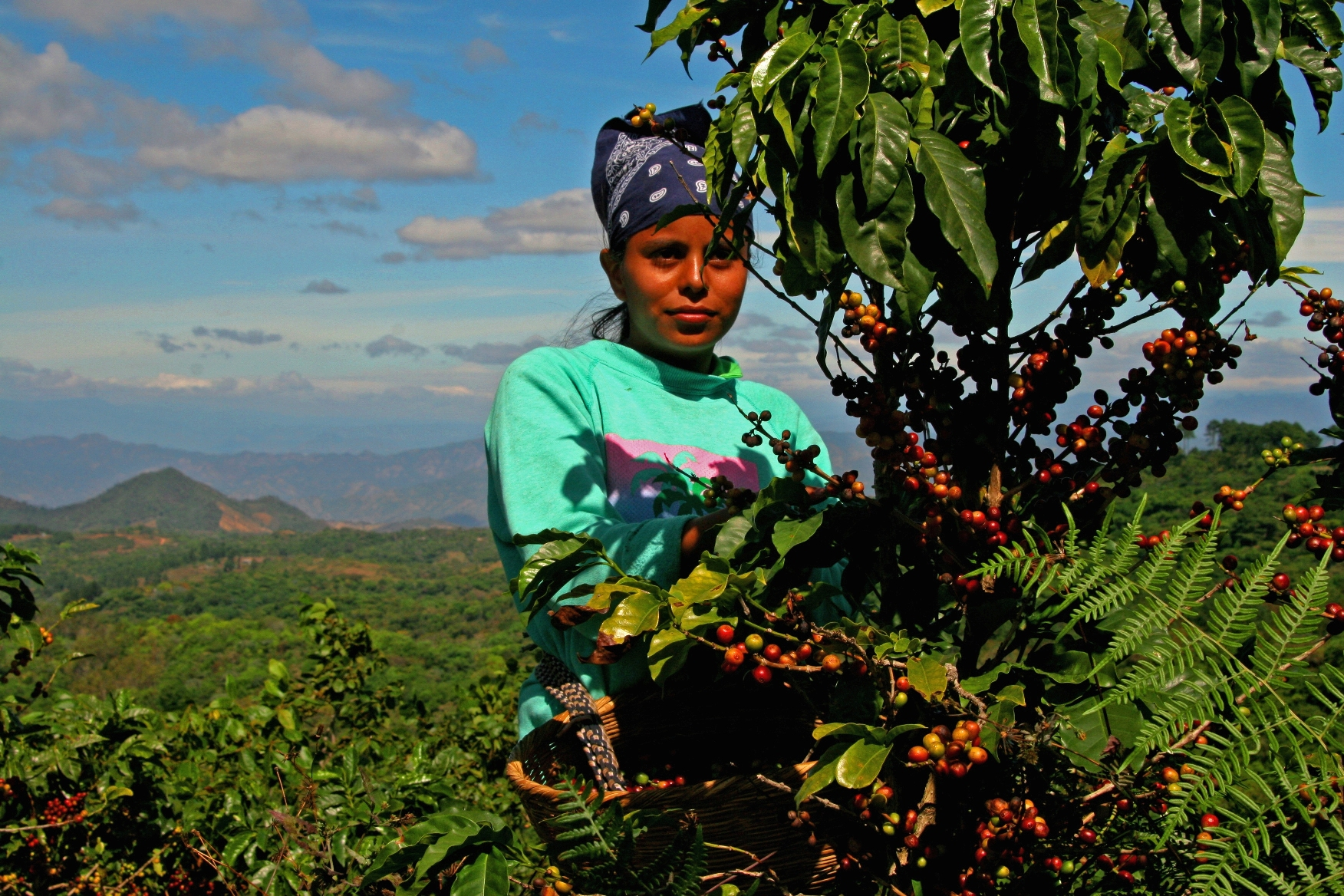
Wysokogórska plantacja kawy w Salwadorze

Kawa wyżynna – handlowa nazwa kawy, której owoce pochodzą z plantacji położonych na wysokości 900–2700 m n.p.m..
Ziarna kaw wyżynnych są uważane za lepsze jakościowo (mają m.in. delikatną kwaskowatość), są bardziej zwarte, mają większy ciężar, małą, prostą i ścisłą bruzdkę, z reguły praży się je wolniej i wolniej też tracą wilgoć.
Gatunki tego rodzaju kaw to m.in. Hard Bean Gwatemala, Selecto Especial (Honduras), czy SHB Kostaryka.